# Буйницкий, Теодор
Тео́дор Буйни́цкий (пол. Teodor Bujnicki, 13 декабря 1907, Вильна — 27 ноября 1944, Вильно) — польский поэт, сатирик, редактор и журналист.

## Биография
Родился в Вильне в семье банковского служащего Тадеуша Буйницкого; мать Зофия, урождённая Ковальская. Годы Первой мировой войны провёл в Санкт-Петербурге, куда была эвакуирована семья. Отец умер в Петербурге. В 1921 году Теодор Буйницкий с матерью и братьями вернулся в Вильну. Учился в гимназии имени Иоахима Лелевеля. В 1926 году поступил в Университет Стефана Батория на исторический факультет. Участвовал в деятельности молодёжных кружков левой ориентации.
Позднее участвовал в виленской печати, работал на радио. С 1931 года работал в Научно-исследовательском институте Восточной Европы. В 1930-е годы был активным участником «литературных сред» в Келье Конрада. В 1935—1936 годах был связан с радикальной группой Генриха Дембинского и Стефана Ендриховского, с такими левыми изданиями, как „Poprostu“ и „Karta“. В 1935—1937 был редактором квартальника виленского Профессионального Союза польских литераторов „Środy Literackie“. Стал членом правления и секретарём Союза. В 1939 году получил виленскую литературную премию имени филоматов.
Во время Второй мировой войны в 1939—1941 годах жил в Вильне. После передачи Вильны Литве в 1939—1940 годах работал заместителем редактора газеты „Gazeta Codzienna“. С начала 1940 года подвергался, как и другие представители польской интеллигенции, репрессиям литовских властей. После включения Литвы в состав СССР работал редактором литературного отдела газеты „Prawda Wileńska“, опубликовал несколько стихотворных славословий советскому строю и советским вождям. Во время немецкой оккупации Литвы жил у родственников жены Анны (урождённая Ставская) в Паневежисе и Паланге. В декабре 1942 года подпольный польский трибунал заочно приговорил его к смертной казни за сотрудничество с властями Советского Союза. В октябре 1944 года Буйницкий вернулся в Вильно. 27 ноября или 28 ноября 1944 года был убит неизвестными лицами.

## Литературная деятельность
Ещё в гимназии начал публиковать стихи в школьных журналах. Участвовал в Секции оригинального творчества Кружка полонистов УСБ под руководством профессоров Станислава Пигоня и Манфреда Кридля. Настоящим дебютом считается стихотворение «На перенос праха Юлиуша Словацкого», награждённый на конкурсе, проведённом по этому поводу (1927). Стихи печатал в виленских газетах „Kurjer Wileński“, „Słowo“, в университетском альманахе „Alma Mater Vilnensis“, пародии печатает в журнале Академического клуба бродяг „Włóczęga“, подписанные псевдонимом Billard злободневные сатирические и юмористические стихи в газете „Słowo“. Писал для виленских газет эссе, театральные и литературные рецензии, фельетоны.
Подборки стихов включались в коллективных сборниках Секции оригинального творчества Кружка полонистов „Poezje“ (1928), „Patykiem po niebie“ (1929).
В 1931 году вместе с Чеславом Милошем и Ежи Загурским основал журнал «Жагары» — орган одноимённой литературной авангардистской группировки, в которую входили также Александр Рымкевич, Ежи Путрамент, Антоний Голубев и другие. Был членом редакции журнала и одним из главных представителей «жагаристов».
В 1935—1937 годах был редактором квартальника виленского Профессионального Союза польских литераторов „Środy Literackie“.
Выпустил сборники авангардистских стихов с чертами катастрофизма „Poomacku“ (1933) и „W połowie drogi“ (1937), сатирические и юмористические тексты вошли в сборники „18 ohydnych paszkwilów na Wilno i Wilnian“ (1934) и „Memoriał w sprawie urbanistyki wileńskiej“ (1937).
В поэтическом творчестве лирическая рефлексия, унаследованная от романтизма, сочетается с модернистской поэтикой. Значительная часть творчества тематически связана с Вильной и Литвой.

## Книги
- Poomacku. Wilno 1933.
- 18 ohydnych paszkwilów na Wilno i Wilnian. Wilno. 1934.
- Pamiątki historyczne Wileńszczyzny i Nowogródczyzny. 1935.
- W połowie drogi. Wilno. 1937.
- Memoriał w sprawie urbanistyki wileńskiej. 1937.
- Wiersze zebrane. Bochnia: Prowincjonalna oficyna wydawnicza, 1997. ISBN 83-85474-46-3.